# Ford Tourneo
Le Ford Tourneo est un minibus produit par le constructeur américain Ford de 1991 à 2000. C'est une variante du Ford Transit de deuxième génération, sorti en 1986. Une seconde génération est destinée aux forces de police.

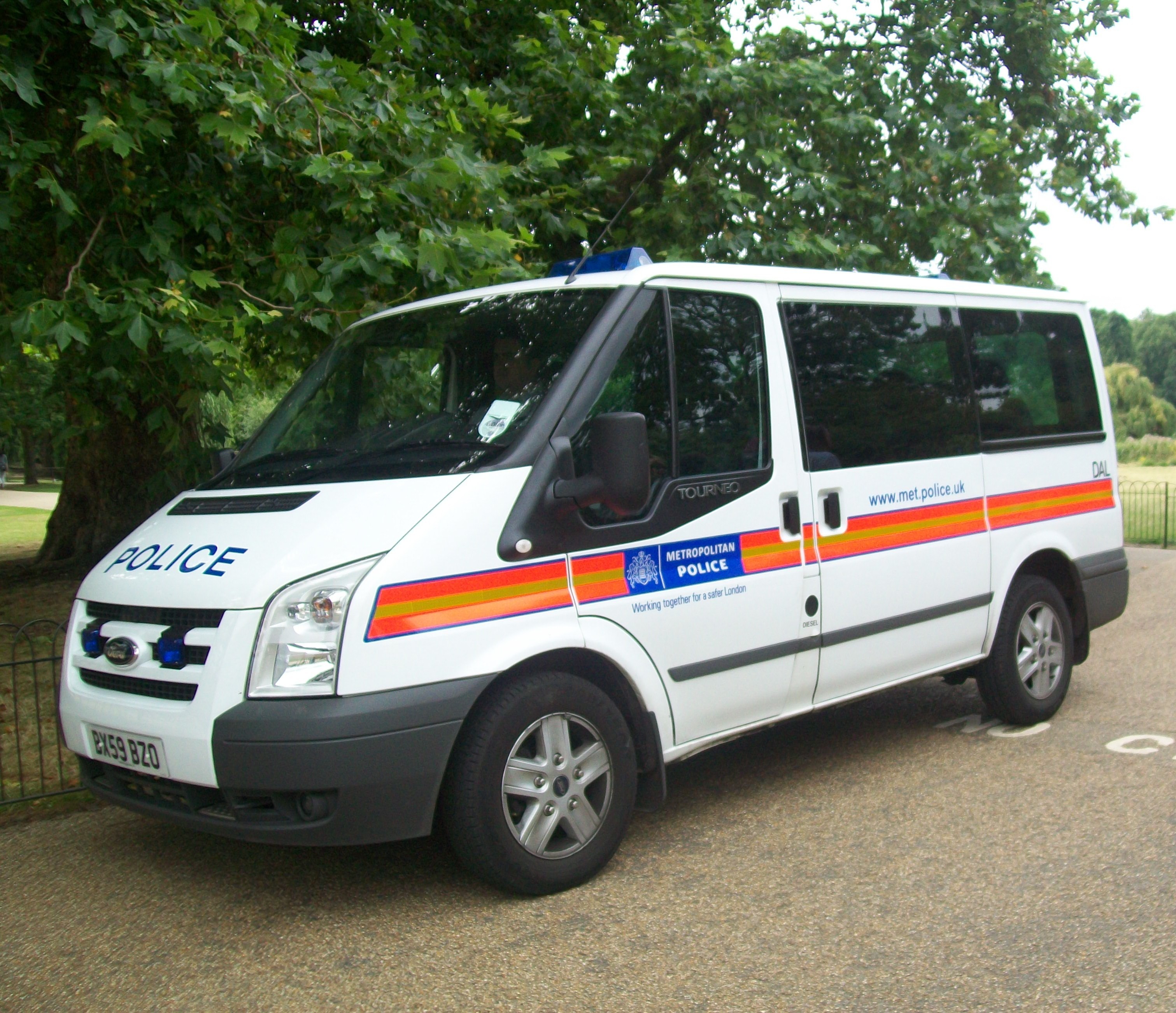
Ford Tourneo II (2006).

## Autres modèles portant ce nom

### Ford Tourneo Connect

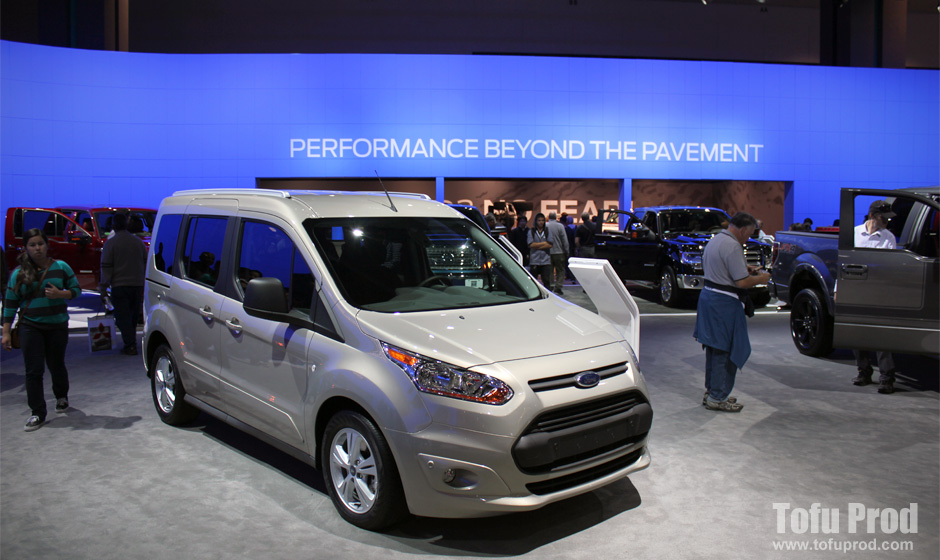
Ford Tourneo Connect II

En 2003, Ford créa un ludospace pour lutter contre les Citroën Berlingo, Fiat Doblo, Renault Kangoo. Il remplaça les camionnettes Ford Escort et Ford Fiesta nommée Ford Courier. Il s'appela « Tourneo Connect » pour la variante civile, et Transit Connect pour la version utilitaire, afin de se démarquer de son grand frère le Transit « normal ».

### Ford Tourneo Custom
La cinquième génération du Ford Transit n'est pas destinée en Europe, mais en Amérique du Nord pour remplacer le E-Series. La marque propose alors le Transit Custom. Dans sa version civile destinée au transport de personnes, il s'appelle « Tourneo Custom ».